# Derambila larula
Derambila larula là một loài bướm đêm trong họ Geometridae.